# قشلة القدس
سجن القشلة في القدس، هو عبارة عن مبنى في القدس، تم بناءه على يد إبراهيم باشا لدى غزوه لفلسطين في ثلاثينات القرن التاسع عشر، وتحولت إلى سجن عثماني، وبريطاني، واردني، والان إسرائيلي، ودخلها عدد لا يمكن معرفته من الفلسطينيين خلال هذه العهود.